# حاد الترس
حاد الترس (الاسم العلمي: Acidaspis)، جنس منقرض من فصيلة جنبات السن ثلاثية الفصوص من العصر الأوردوفيشي إلى العصر السيلوري في أمريكا الشمالية وأوروبا. وعلى الرغم من صغر حجمه، إلا أنه كان لديه أشواك طويلة على طول جسمه.

## الأنواع المعاد تعيينها
- Acidaspis emarginata مرادف (تصنيف) Anabaraspis emarginata[3]